# ميغيل بيريز (مصارع محترف)
ميغيل بيريز (بالإنجليزية: Miguel Pérez)‏ هو مصارع محترف أمريكي، ولد في 22 يونيو 1937 في سانتورس ‏ في الولايات المتحدة، وتوفي في 16 يوليو 2005 بسبب نوبة قلبية.

## روابط خارجية
- ميغيل بيريز على موقع CageMatch worker (الإنجليزية)